# 辛追传奇
《辛追传奇》，又名《大汉悲歌》，是一部描述西汉时期女性辛追传奇一生的古装历史大剧，演员左小青从十八岁演到六十岁，在剧中共有上百个造型。该剧投资不菲，于2004年完成拍摄，后被中央电视台买下播出权，但直到2007年5月1日才在央视八套播出。

## 简介
公元前202年，美丽的湘江少女辛追嫁到江夏王府的那天，汉军大将韩信攻破了江夏，辛追被其俘虏。其后韩信和辛追相互爱慕，但刘邦也看上了辛追硬是把她抢进了皇宫……她的感情充满着坎坷，人生际遇也起起伏伏，她本身就是一个传奇。

## 争议
本剧对历史故事进行了大胆的戏剧化处理，辛追成了汉文帝的生母，而她与刘邦、韩信之间有一段三角恋情，韩信被刘邦所杀亦是缘她而起。面对这些质疑，导演李伟表示这是对马王堆汉墓之谜进行的合理化猜想，不是凭空捏造。

## 演员
| 演员   | 角色   |
| 左小青 | 辛 追  |
| 牛 飘  | 韩 信  |
| 宁 理  | 刘 敬  |
| 陈虹池 | 花艳红 |
| 张秋歌 | 刘 邦  |
| 贾 妮  | 吕     |
| 晋 松  | 钟 惺  |
| 田 征  | 刘 恒  |
| 战菁一 | 唱 晚  |
| 郑卫莉 | 薄 姬  |
| 唐国强 | 江夏王 |
| 鲍国安 | 萧 何  |

## 播出時間及平台
| 頻道              | 所在地 | 播映日期      | 播出時間 | 備註 |
| ----------------- | ------ | ------------- | -------- | ---- |
| 中華電信MOD       | 臺灣   | 2021年8月27日 | 全集播映 |      |
| 中華電信HamiVideo | 臺灣   | 2021年8月27日 | 全集播映 |      |
| 台哥大myVideo     | 臺灣   | 2021年8月27日 | 全集播映 |      |
| Youtube           | 臺灣   | 2022年7月29日 | 全集播映 |      |